# Варна (Иллинойс)
Варна (англ. Varna) — деревня в округе Маршалл, штат Иллинойс, США. Население составляло 375 человек по переписи 2020 года. Является частью статистической области Пеория.
Деревня была названа в честь города Варна в Болгарии.

## География
Варна находится в восточной части округа Маршалл, к северо-востоку от пересечения трасс по маршрутам «17» и «89». Маршрут «89» проходит через западную сторону деревни Пайн-стрит, ведущая на север 6 миль (10 км) к Магнолии и на юг 4 мили (6 км) к Ла-Роуз. Маршрут «17» проходит вдоль южной границы деревни, примерно в полумиле к югу от центра; ведёт на запад 9 миль (14 км) к Лейкону, административному центру округа Маршалл, и на восток 11 миль (18 км) к Виноне.
По данным Бюро переписи населения США, Варна имеет общую площадь 0,30 квадратных миль (0,78 м²). Деревня омывается на западе притоками Шоу-Крик, а на востоке притоком Сэнди-Крик, частью водораздела реки Иллинойс.
В 3 милях (5 км) к северо-западу от Варны и в пределах почтовой зоны деревни находится охраняемый посёлок Лейк-Уайлдвуд площадью 1400 акров (570 га), который был создан в 1970-х годах вокруг искусственного озера площадью 220 акров (89 га) на ручье Шоу-Крик. В сентябре 2015 года Агентство по охране окружающей среды Иллинойса завершило проект по управлению водоразделом с целью стабилизации исходной воды ручья Шоу-Крик и предотвращения попадания в водораздел естественных отложений.

## Демография
По данным переписи 2000 года в деревне проживало 436 человек, 177 домохозяйств и 138 семей. Плотность населения составляла 1488,2 жителей на квадратную милю (574,6/км2). Было 190 единиц жилья при средней плотности 648,5 на квадратную милю (250,4/км2). Расовый состав деревни был следующим: 98,85 % белых, 0,23 % афроамериканцев, 0,46 % коренных американцев и 0,46 % представителей двух или более рас. Испаноязычные или латиноамериканцы любой расы составляли 0,92 % населения.
Было 176 домохозяйств, из которых 32,2 % имели детей в возрасте до 18 лет, проживающих с ними, 62,1 % были супружескими парами, живущими вместе, 9,6 % — женщина-домохозяйка без мужа, и 22,0 % не имели семьи. 20,3 % всех домохозяйств состояли из отдельных лиц, и 11,3 % имели кого-то, живущего в одиночестве, в возрасте 65 лет или старше. Средний размер домохозяйства составлял 2,45, а средний размер семьи — 2,77.
В деревне проживало: 23,6 % были моложе 18 лет, 6,7 % — от 18 до 24 лет, 26,1 % — от 25 до 44 лет, 26,4 % — от 45 до 64 лет и 17,2 % были в возрасте 65 лет или старше. Средний возраст составлял 40 лет. На каждые 100 женщин приходилось 94,6 мужчин. На каждые 100 женщин в возрасте 18 лет и старше приходилось 92,5 мужчин.
Средний доход домохозяйства в деревне составлял 32 308 долларов США, а средний доход семьи — 36 591 доллар США. Средний доход мужчин составлял 37 321 доллар США, а женщин — 20 694 доллара США. Доход на душу населения в деревне составлял 15 948 долларов США. Около 3,0 % семей и 8,1 % населения находились за чертой бедности, включая 12,5 % тех, кому было меньше 18 лет, и 8,6 % тех, кому было больше 65 лет.